# William Andre
William Jules „Bill“ Andre (* 23. September 1931 in Montclair; † 17. Oktober 2019) war ein US-amerikanischer Pentathlet.

## Karriere
Andre nahm 1956 an den Olympischen Spielen in Melbourne teil. In der Einzelkonkurrenz belegte er den siebten Rang. In der Mannschaftswertung, zu der neben Lambert noch George Lambert und Jack Daniels beitrugen, gewann er hinter der Sowjetunion Silber. Im Jahr zuvor hatte er mit der Mannschaft bereits die Silbermedaille bei den Panamerikanischen Spielen 1955 gewonnen.
Bei Weltmeisterschaften errang er 1953 mit der Bronzemedaille im Einzel seine einzige Podiumsplatzierung.